# Боровое (Тюменская область)
Боровое — село в Ишимском районе Тюменской области. Административный центр Боровского сельского поселения.

## История
Село существовало уже в середине XVIII века[уточнить].
В ноябре 1923 года был образован Боровский сельсовет в составе Жиляковский район Ишимского округа Уральской области.
В 1931 году Жиляковский район был упразднен, его территория вошла в состав Ишимского района.

## География
Село находится в 16 километрах к северо-западу от районного центра, города Ишим.

## Население
| 2010 |
| ---- |
| 652  |

1749 — 67 человек, 1869—1139 человек, 1893—551 человек, 1912—733 человека, 1926—1043 человека.

## Инфраструктура
- Средняя школа
- Библиотека

## Достопримечательности
- Церковь Казанской иконы Божией Матери[7]. Построена в 1824—1838 годах[8].